# Сніжне (Євпаторійський район)
Сні́жне (до 1948 року — Карлав, крим. Qarlav) — село Євпаторійського району Автономної Республіки Крим. Розташоване на півночі району.

## Населення
Згідно з переписом УРСР 1989 року чисельність наявного населення села становила 66 осіб, з яких 31 чоловік та 35 жінок.
За переписом населення України 2001 року в селі мешкали 73 особи.

### Мова
Розподіл населення за рідною мовою за даними перепису 2001 року:
| Мова              | Відсоток |
| ----------------- | -------- |
| кримськотатарська | 41,43 %  |
| російська         | 35,71 %  |
| українська        | 21,43 %  |
| білоруська        | 1,43 %   |